# Bitis xeropaga
Espèce
Bitis xeropaga est une espèce de serpents de la famille des Viperidae. 

## Répartition
Cette espèce se rencontre en Afrique du Sud et en Namibie.

## Description
Bitis xeropaga est un serpent venimeux. Il mesure entre 400 et 600 mm.

## Publication originale
- Haacke, 1975 : Description of a new adder (Viperidae, Reptilia) from Southem Africa, with a discussion of related forms. Cimbebasia (A), vol. 4, p. 115-128.